# Campionati europei di corsa campestre 2007
Il XIV Campionato europeo di corsa campestre si è disputato a Toro, in Spagna, il 9 dicembre 2007. Il titolo maschile è stato vinto da Serhiy Lebid mentre quello femminile da Marta Domínguez.

## Risultati
I risultati del campionato sono stati:

### Individuale (uomini senior)
| Pos. | Atleta               | Tempo (m's") |
| ---- | -------------------- | ------------ |
|      | Serhiy Lebid         | 31'47"       |
|      | Mustafa Mohamed      | 31'56"       |
|      | Rui Silva            | 31'58"       |
| 4.   | Erik Sjöqvist        | 32'00"       |
| 5.   | José Manuel Martínez | 32'04"       |
| 6.   | Jesús España         | 32'05"       |
| 7.   | Martin Fagan         | 32'06"       |
| 8.   | El Hassan Lahssini   | 32'08"       |
| 9.   | Ricardo Ribas        | 32'10"       |
| 10.  | José Ríos            | 32'12"       |
| 11.  | Andrew Baddeley      | 32'14"       |
| 12.  | Alberto García       | 32'16"       |

### Squadre (uomini senior)
| Pos. | Atleta                                                               | Punti |
| ---- | -------------------------------------------------------------------- | ----- |
|      | Spagna José Manuel Martínez Jesús España José Ríos Alberto García    | 33    |
|      | Portogallo Rui Silva Ricardo Ribas José Rocha Leão Carvalho          | 64    |
|      | Francia El Hassan Lahssini Mokhtar Benhari Simon Munyutu Irba Lakhal | 75    |
| 4.   | Gran Bretagna                                                        | 81    |
| 5.   | Svezia                                                               | 83    |
| 6.   | Belgio                                                               | 92    |
| 7.   | Irlanda                                                              | 105   |
| 8.   | Italia                                                               | 139   |

### Individuale (donne senior)
| Pos. | Atleta                    | Tempo (m's") |
| ---- | ------------------------- | ------------ |
|      | Marta Domínguez           | 26'58"       |
|      | Julie Coulaud             | 27'01"       |
|      | Rosa Morató               | 27'04"       |
| 4.   | Mariya Konovalova         | 27'07"       |
| 5.   | Anikó Kálovics            | 27'10"       |
| 6.   | Kate Reed                 | 27'10"       |
| 7.   | Fionnuala Britton         | 27'20"       |
| 8.   | Saadia Bourgailh-Haddioui | 27'25"       |
| 9.   | Hayley Yelling            | 27'28"       |
| 10.  | Liz Yelling               | 27'31"       |
| 11.  | Jéssica Augusto           | 27'32"       |
| 12.  | Iris Fuentes-Pila         | 27'38"       |

### Squadre (donne senior)
| Pos. | Atleta                                                                  | Punti |
| ---- | ----------------------------------------------------------------------- | ----- |
|      | Spagna Marta Domínguez Rosa Morató Iris Fuentes-Pila Alessandra Aguilar | 33    |
|      | Gran Bretagna Kate Reed Hayley Yelling Liz Yelling Helen Clitheroe      | 47    |
|      | Portogallo Jéssica Augusto Mónica Rosa Fernanda Ribeiro Ana Dias        | 69    |
| 4.   | Francia                                                                 | 77    |
| 5.   | Irlanda                                                                 | 112   |
| 6.   | Italia                                                                  | 140   |

### Individuale (uomini under 23)
| Pos. | Atleta              | Tempo (m's") |
| ---- | ------------------- | ------------ |
|      | Kemal Koyuncu       | 24'31"       |
|      | Yevgeniy Rybakov    | 24'33"       |
|      | Andy Vernon         | 24'35"       |
| 4.   | Andrea Lalli        | 24'43"       |
| 5.   | Stefano La Rosa     | 24'44"       |
| 6.   | Stsiapan Rahautsou  | 24'45"       |
| 7.   | Artur Kozłowski     | 24'45"       |
| 8.   | Łukasz Parszczyński | 24'26"       |

### Squadre (uomini under 23)
| Pos. | Atleta                                                                               | Punti |
| ---- | ------------------------------------------------------------------------------------ | ----- |
|      | Gran Bretagna Andrew Vernon Andrew Baker Ryan McLeod Thomas Lancashire               | 52    |
|      | Polonia Artur Kozłowski Łukasz Parszczyński Arkadiusz Gardzielewski Radosław Kłeczek | 52    |
|      | Russia Yevgeniy Rybakov Anatoliy Rybakov Konstantin Vasilyev Stepan Kiselev          | 65    |
| 4.   | Turchia                                                                              | 101   |
| 5.   | Francia                                                                              | 105   |
| 6.   | Irlanda                                                                              | 108   |
| 7.   | Italia                                                                               | 115   |
| 8.   | Portogallo                                                                           | 131   |

### Individuale (donne under 23)
| Pos. | Atleta             | Tempo (m's") |
| ---- | ------------------ | ------------ |
|      | Ancuţa Bobocel     | 22'35"       |
|      | Adrienne Herzog    | 22'37"       |
|      | Katarzyna Kowalska | 22'44"       |
| 4.   | Tatyana Shutova    | 22'52"       |
| 5.   | Felicity Milton    | 23'02"       |
| 6.   | Linda Byrne        | 23'04"       |
| 7.   | Marta Romo         | 23'05"       |
| 8.   | Katrina Wootton    | 23'08"       |

### Squadre (donne under 23)
| Pos. | Atleta                                                                            | Punti |
| ---- | --------------------------------------------------------------------------------- | ----- |
|      | Gran Bretagna Felicity Milton Katrina Wootton Katherine Sparke Susannah Hignett   | 47    |
|      | Russia Tatyana Shutova Alina Alekseyeva Natalya Starkova Irina Sergeyeva          | 55    |
|      | Polonia Katarzyna Kowalska Dominika Główczewska Marta Wojtkuńska Agnieszka Ciołek | 58    |
| 4.   | Belgio                                                                            | 82    |
| 5.   | Spagna                                                                            | 108   |
| 6.   | Irlanda                                                                           | 129   |
| 7.   | Italia                                                                            | 139   |
| 8.   | Portogallo                                                                        | 152   |

### Individuale (uomini junior)
| Pos. | Atleta               | Tempo (m's") |
| ---- | -------------------- | ------------ |
|      | Mourad Amdouni       | 20'08"       |
|      | Florian Carvalho     | 20'11"       |
|      | Dmytro Lashyn        | 20'16"       |
| 4.   | David Forrester      | 20'21"       |
| 5.   | Lee Carey            | 20'22"       |
| 6.   | Sondre Nordstad Moen | 20'23"       |
| 7.   | Mohamed Elbendir     | 20'24"       |
| 8.   | Hassan Chahdi        | 20'25"       |

### Squadre (uomini junior)
| Pos. | Atleta                                                                 | Punti |
| ---- | ---------------------------------------------------------------------- | ----- |
|      | Francia Mourad Amdouni Florian Carvalho Hassan Chahdi Younes el Haddad | 29    |
|      | Gran Bretagna David Forrester Lee Carey Ben Lindsay Mitch Goose        | 48    |
|      | Germania Alexander Hahn Florian Orth Rico Schwarz Thorsten Baumeister  | 57    |
| 4.   | Turchia                                                                | 87    |
| 5.   | Spagna                                                                 | 124   |
| 6.   | Italia                                                                 | 130   |
| 7.   | Irlanda                                                                | 136   |
| 8.   | Ucraina                                                                | 144   |

### Individuale (donne junior)
| Pos. | Atleta           | Tempo (m's") |
| ---- | ---------------- | ------------ |
|      | Stephanie Twell  | 14'12"       |
|      | Danuta Urbanik   | 14'21"       |
|      | Charlotte Purdue | 14'22"       |
| 4.   | Charlotte Roach  | 14'27"       |
| 5.   | Olha Skrypak     | 14'28"       |
| 6.   | Emily Pidgeon    | 14'31"       |
| 7.   | Joana Costa      | 14'32"       |
| 8.   | Joanne Harvey    | 14'32"       |

### Squadre (donne junior)
| Pos. | Atleta                                                                           | Punti |
| ---- | -------------------------------------------------------------------------------- | ----- |
|      | Gran Bretagna Stephanie Twell Charlotte Purdue Charlotte Roach Emily Pidgeon     | 14    |
|      | Russia Marina Gordeyeva Alfiya Khasanova Natalya Novichkova Yekaterina Gorbunova | 50    |
|      | Ucraina Olha Skrypak Viktoriya Pohorelska Lyudmyla Kovalenko Anna Mihel          | 57    |
| 4.   | Polonia                                                                          | 67    |
| 5.   | Irlanda                                                                          | 124   |
| 6.   | Portogallo                                                                       | 142   |
| 7.   | Francia                                                                          | 151   |
| 8.   | Spagna                                                                           | 162   |

## Medagliere
Legenda
     Paese ospitante
| Posizione | Paese         | Oro | Argento | Bronzo | Totale |
| --------- | ------------- | --- | ------- | ------ | ------ |
| 1         | Gran Bretagna | 4   | 2       | 2      | 8      |
| 2         | Spagna        | 3   | 0       | 1      | 4      |
| 3         | Francia       | 2   | 2       | 1      | 5      |
| 4         | Ucraina       | 1   | 0       | 2      | 3      |
| 5         | Romania       | 1   | 0       | 0      | 1      |
| 5         | Turchia       | 1   | 0       | 0      | 1      |
| 7         | Russia        | 0   | 3       | 1      | 4      |
| 8         | Polonia       | 0   | 2       | 2      | 4      |
| 9         | Portogallo    | 0   | 1       | 2      | 3      |
| 10        | Paesi Bassi   | 0   | 1       | 0      | 1      |
| 10        | Svezia        | 0   | 1       | 0      | 1      |
| 12        | Germania      | 0   | 0       | 1      | 1      |
| Totale    | Totale        | 12  | 12      | 12     | 36     |